# Colberga (condado)
Nota linguística: Não confundir hrabstwo (condado) com powiat (divisão administrativa)..
Colberga (em polonês/polaco: Kołobrzeg) é um powiat (condado) da Polónia, na voivodia da Pomerânia Ocidental. A sede é a cidade de Colberga. Estende-se por uma área de 725,86 km², com 76 434 habitantes, segundo os censos de 2007, com uma densidade 105,3 hab/km².

## Divisões admistrativas
O condado possui:
Comunas urbanas: Colberga
Comunas rurais: Dygowo, Gościno, Colberga, Rymań, Siemyśl, Ustronie Morskie
Cidades: Colberga

## Demografia
População (dados de 30 de Junho de 2005):
|          | Total   | Total | Mulheres | Mulheres | Homens  | Homens |
| -------- | ------- | ----- | -------- | -------- | ------- | ------ |
|          | pessoas | %     | pessoas  | %        | pessoas | %      |
| Total    | 75 937  | 100   | 39 377   | 51,9     | 36 560  | 48,1   |
| Cidades  | 44 813  | 100   | 23 710   | 52,9     | 21 103  | 47,1   |
| Povoados | 31 124  | 100   | 15 667   | 50,3     | 15 457  | 49,7   |